# Kąt bryłowy

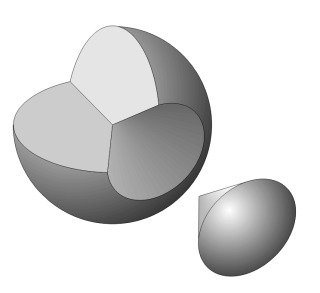
Kąt bryłowy

Kąt bryłowy – część przestrzeni trójwymiarowej ograniczona przez powierzchnię stożkową, czyli wszystkie półproste wychodzące z pewnego ustalonego punktu, zwanego wierzchołkiem, przechodzące przez pewną ustaloną krzywą zamkniętą (np. okrąg).

## Miara kąta
Zupełnie analogicznie do miar dla kąta płaskiego określa się miary kąta bryłowego, będącego trójwymiarowym odpowiednikiem poprzedniego. Naturalną jednostką miary kąta bryłowego w układzie SI jest niemianowany steradian (sr) będący jednostką pochodną względem radiana (rad); w ogólności kąt bryłowy ma się do powierzchni sfery tak, jak kąt płaski do obwodu okręgu. 
Steradian

Każdy obszar na kuli, którego powierzchnia jest równa kwadratowi promienia kuli, obserwowany ze środka kuli, obejmuje kąt bryłowy równy jeden steradian.

Steradian definiuje się jako pole powierzchni części sfery wyciętej przez powierzchnię stożkową o wierzchołku w jej środku, podzielone przez kwadrat promienia sfery (bądź po prostu pole powierzchni wycięte jw. dla kuli jednostkowej); w związku z tym tak zdefiniowana miara kąta bryłowego przyjmuje wartości rzeczywiste z przedziału {\displaystyle [0,4\pi ]}.
Stopień kwadratowy
Jednostką miary kąta bryłowego pochodną względem stopnia (będącego jednostką miary łukowej kąta płaskiego) jest stopień kwadratowy oznaczany deg2, bądź (°)2; pełny kąt bryłowy ma miarę ok. 41 253 stopni kwadratowych, przy czym
{\displaystyle 1\ \mathrm {deg} ^{2}=\left({\tfrac {\pi }{180}}\ \mathrm {rad} \right)^{2}=\left({\tfrac {\pi }{180}}\right)^{2}\ \mathrm {sr} \approx {\tfrac {1}{3\,283}}\ \mathrm {sr} .}